# 球花含笑
球花含笑（学名：Michelia sphaerantha）为木兰科含笑属下的一个种。